# Zaprešić Boys
Zaprešić Boys je navijački sastav iz Zaprešića osnovan 2005. godine koji svoje pjesme najviše posvećuju hrvatskoj nogometnoj reprezentaciji i zagrebačkom Dinamu. Povodom Dana Oružanih snaga nastupili su s kadetima Hrvatske vojske i Orkestrom Oružanih snaga Republike Hrvatske uz navijačku pjesmu "Neopisivo". Povodom svečane prisege 13. generacije polaznika Policijske škole "Josip Jović" nastupili su sa svojim najvećim hitovima i tako rezveselili kadete na kraju školovanja. Povodom SP u Rusiji 2018. godine objavljuju singl Igraj moja Hrvatska koja je u kratkom vremenu skupila više milijuna pogleda i popela se na vrh top liste HR40. Također autorski i vokalno sudjeluju u pjesmi "Tako se voli",  savršena jedanaestorka: Nina Badrić, Vanna, Indira Levak, Zsa Zsa, Antonia Dora Pleško, Neno Belan,  Jacques, Pero Galić, Nered, Connect i Zaprešić Boys, snimljena povodom nastupa hrvatske nogometne reprezentacije na SP u Rusiji 2018. godine. Nakon što je Hrvatska nogometna reprezentacija osvojila srebrnu medalju na Svjetskom prvenstvu u nogometu - Rusija 2018. grad Zagreb je na Trgu Bana Josipa Jelačića organizirao spektakularan doček Vatrenih na kojem se okupilo 100 000 ljudi i Zaprešić Boys su bili jedini izvođači na dočeku na kojem su izvodili najbolje pjesme kao što su Srce vatreno, Samo je jedno, Neopisivo i Igraj moja Hrvatska. 
Svega nekoliko mjeseci nakon dočeka Vatrenih, nakon srebra na SP u Rusiji 2018, na središnjem zagrebačkom Trgu Bana Josipa Jelačića je održan i doček hrvatskoj teniskoj reprezentaciji koja je drugi put u povijesti postala pobjednik Davis Cupa i doček su također uveličali dečki iz benda Zaprešić Boys.
U listopadu 2020. godine uveličali su svojom izvedbom pjesme “Neopisivo” otvorenje Vukovarskog vodotornja.

## Povijest
Početkom devedesetih ova grupa, prije svega prijatelja, započela je svoj navijački život. Višegodišnjim "stažem" na tribini krajem devedesetih te početkom novog stoljeća ekipa iz Zaprešića stječe svoj status na tribinama diljem Hrvatske pa i šire, statusa koji se ne stiče nimalo lako u navijačkom svijetu. U to vrijeme jedan od pripadnika ekipe sklada pjesme za tribinu koje pjevaju i današnje generacije navijača.
Godine 2005. vraćajući se s jedne od utakmica ekipa se spontano našla u kvartovskom studiju u Zaprešiću tadašnjoj bazi grupe Connect koja je bila na svojim glazbenim početcima. U dobrom raspoloženju i spontano snimili su svoj prvi studio navijački session. Prva pjesma snimljena u studiju bila je "Boja mojih vena". Pjesma je kasnije dobro prihvaćena na lokalnoj razini i među navijačima Dinama, a za istu je napravljen i prvi video spot. 
Došlo se na ideju da se snimi jedna pjesma i na nacionalnoj razini pa je priča dobila svoj nastavak uoči SP u Njemačkoj 2006. godine. Te godine nastalo je "Srce vatreno" u suradnji s Neredom. Pjesma koja je digla na noge navijače hrvatske nogometne reprezentacije u domovini i inozemstvu. 
Godine 2008. nakon hita Srce vatreno boysi se vraćaju suradnji s grupom Connect te nastaje "Samo je jedno", pjesma posvećena hrvatskoj nogometnoj reprezentaciji za vrijeme  EP-a u Austriji i Švicarskoj 2008. godine. Ona je do danas ostala i jedna od pjesama koja je obilježila grupu Zaprešić Boys, ali i pjesma koja je ujedno i prekretnica u glazbenom životu grupe. 
Godine 2009. slijedi gostovanje na albumu repera Shorty s pjesmom "Molitva i zakletva", a nakon toga grupa se odlučila raditi pjesme isključivo s autentičnim stadionskim vokalima i krenuti samostalno u daljnjoj karijeri. U suradnji u svim projektima grupa nije sudjeloval samo vokalno nego sami i autorski potpisuju sve refrene koje su otpjevali. Godine 2009. prva pjesma koju izvode kao samostalni izvođači bila je "Duša moga grada", koju su redom ovi svi rođeni Zagrepčani, posvetili voljenom gradu za njegov rođendan. Godine 2012. nastaje i prva pjesma u samostalnoj izvedbi posvećena hrvatskoj reprezentaciji, koja tekstualno izjednačuje ljubav i emocije prema Hrvatskoj državi i Hrvatskoj reprezentaciji. Pjesma "U porazu i pobjedi" nastala je 2012. godine uoči EP-a u Poljskoj i Ukrajini. Godine 2013. slijedi novi singl "Opijen tribinama", uoči kvalifikacijske utakmice sa Srbijom. Godine 2014. kao finale uoči SP-a u Brazilu 2014. izlazi pjesma „Neopisivo“, koja je medijski, na društvenim mrežama, video spotom i TV reklamama oborila sve rekorde. 
2016.g EP u Francuskoj, obilježili su singlom "Pratim put" kojom daju naglasak na svoju vjernost Hrvatskoj. Godine 2018. posljednje veliko natjecanje SP u Rusiji 2018. godine obilježili su singlom "Igraj moja Hrvatska" koji je u kratkom vremenu skupio više milijuna pregleda na youtubeu. Novi singl u 2018. godini Zaprešić Boys „Moja“ progovara o masovnom iseljavanju Hrvata, koje smatraju vodećim problemom u državi. Pjesma je dio trilogije iste tematike koju čine i pjesme "Sada odlazim" iz 2016. godine te "Bez tebe" iz 2017. godine. Zahvaljujući glasovima publike pjesma "Igraj moja Hrvatska" nominirana je za naslov hita rujna 2018. godine i pobjedom ušla u finale Cesarice za prestižnu nagradu publike za hit 2018. godine. Dečki su osvojili nagradu Jutarnjeg lista Zlatni studio u kategoriji "grupa godine" za 2018. 2019. godine dečki izbacuju singl "Za ekipu". To je pjesma, baš kako i sam naslov govori, pjesma za svaku prosječnu hrvatsku škvadru ili ekipu koja se nađe u lokalnom pubu ili "bircu" kada igra nacionalna svetinja, priča je to o 90% hrvatskih navijača koji si ne mogu priuštiti skupa putovanja i isto tako skupe pa i teško dostupne karte kako bi uživo gledali hrvatsku reprezentaciju.

## Diskografija

### Pjesme
- "Jutrom kad se budim", listopad 2022.
- "Jedna domovina", ožujak 2022.
- "8 slova" ft Opća opasnost, 2021.
- "Nebo boje Dinama", ožujak 2021
- "Jedina", veljača 2021
- "Moj Vukovar", studeni 2020.
- "Za ekipu", lipanj 2019.
- "Moja", listopad 2018.
- "Dok srce kuca, Podravka" ft Marko Lasić – Nered, 2018.
- "Tako se voli" ft Band aid, lipanj 2018.
- "Igraj moja Hrvatska", svibanj 2018.
- "Bez tebe", 2017.
- "Pratim put", svibanj 2016.
- "Sada odlazim", 2016.
- "Moj Dinamo", 2015.
- "Neopisivo", svibanj 2014.
- "Opijen tribinama", 2013.
- "U porazu i pobjedi", svibanj 2012.
- "Duša moga grada", 2009.
- "Molitva i zakletva" ft Shorty, 2009.
- "Božićna" ft Marko Lasić – Nered
- "Vatreni pogled" ft Marko Lasić – Nered, 2008.
- "Iznad Alpa" ft Marko Lasić – Nered, 2008.
- "Igraj samo" ft Marko Lasić – Nered, 2008.
- "Arena paklena" ft Marko Lasić – Nered, 2008.
- "Samo je jedno" ft Connect, 2008.
- "Srce vatreno" ft Marko Lasić – Nered, 2006.
- "Boja mojih vena" ft Connect, 2005[7]

### Videospotovi
- "Boja mojih vena", ft Connect spot 2006. (audio 2005.)
- "Srce vatreno", ft. Marko Lasić – Nered lipanj 2006.
- "Samo je jedno", ft. Connect lipanj 2008.
- "Igraj samo", ft. Marko Lasić – Nered lipanj 2008.
- "Vatreni pogled", ft. Marko Lasić – Nered lipanj 2008.
- "Arena paklena", ft. Marko Lasić – Nered lipanj 2009.
- "U porazu i pobjedi", svibanj 2012.
- "Opijen tribinama", svibanj 2013.
- "Neopisivo", svibanj 2014.
- "Pratim put", svibanj 2016.
- "Igraj moja Hrvatska", svibanj 2018.
- "Tako se voli", lipanj 2018.
- "Moja", prosinac 2018.
- "Za ekipu", lipanj 2019.
- "Moj Vukovar", studeni 2020.
- "Jedina", veljača 2021.
- "Nebo boje Dinama", ožujak 2021.
- "8 slova", Opća opasnost svibanj 2021.
- "Jedna domovina", ožujak 2022.

## Članovi sastava
- Bojan Šalamon Shalla – vokali, vokali  (2005. - danas)
- Marko Novosel – vokali, vokali  (2005. - danas)
- Saša Pleše – vokali, vokali  (2007. - danas)
- Ivan Novosel – vokali, vokali  (2005. - danas)
- Zdeslav Klarić – vokali, vokali  (2005. - danas)

Bivši članovi
- Ivan Ivkov – vokali (2005. – 2007.)
- Dominik Birt – vokali (2005. – 2017.)

## Profesionalne suradnje

#### Bendovi
Connect, Opća opasnost

#### Pjevači
Nered, Connect,
Nina Badrić, Vanna, Indira Levak, Zsa Zsa, Antonija Dora Pleško, Neno Belan,  Jacques, Pero Galić u pjesmi "Tako se voli", Shorty.

#### Autori
Ante Pecotić, Shalla, Marko Novosel, Zdeslav Klarić.

#### Ansambli
Simfonijski puhački orkestar OSRH.

## Nagrade i priznanja
- Godišnja nagrada grada Zaprešića za promociju grada u zemlji i inozemstvu, 2018.
- Dobitnici prestižne godišnje nagrade "Music pub" Zlatka Turkalja na HRT2 za hit 2018. godine za pjesmu "Igraj moja Hrvatska"
- Dobitnici godišnje nagrade "Cesarica" za hit rujna i Pop hit 2018. godine za pjesmu "Igraj moja Hrvatska"
- Dobitnici nagrade Jutarnjeg lista "Zlatni Studio" u kategoriji grupa godine.

## Vanjske poveznice
- Zaprešić Boys na Facebooku
- Zaprešić Boys na YouTubeu
- Zaprešić Boys na Instagramu-u